# Родич, Владимир
Владимир Родич (черног. Владимир Родић; родился 7 сентября 1993, Белград, Югославия) — черногорский футболист, вингер клуба «Хаммарбю» и сборной Черногории, на правах аренды выступающий за «Силькеборг».

## Клубная карьера
Родич — воспитанник клуба «Рад». 10 августа в матче против «Чукарички» он дебютировал в чемпионате Сербии. 1 сентября в поединке против «Партизана» Владимир забил свой первый гол за «Рад». Для получения игровой практики, Родич трижды уходил в аренду, в «Палич», БАСК и «Срем Яково».
Летом 2015 года Владимир перешёл в шведский «Мальмё». 18 июля в матче против «Эребру» он дебютировал в Аллсвенскан лиге. 25 июля в поединке против «Сундсвалля» Родич забил свой первый гол за «Мальмё».
Летом 2016 года Владимир перешёл в турецкий «Кардемир Карабюкспор». 28 августа в матче против «Ризеспора» он дебютировал в турецкой Суперлиге.

## Международная карьера
9 октября 2015 года в матче отборочного турнира чемпионата Европы 2016 против сборной Австрии Родич дебютировал за сборную Черногории.